# Armblütige Gänsekresse
Die Armblütige Gänsekresse (Fourraea alpina), auch Wenigblütige Kohlkresse genannt, ist die einzige Art der Pflanzengattung Fourraea innerhalb der Familie der Kreuzblütler (Brassicaceae).

## Beschreibung

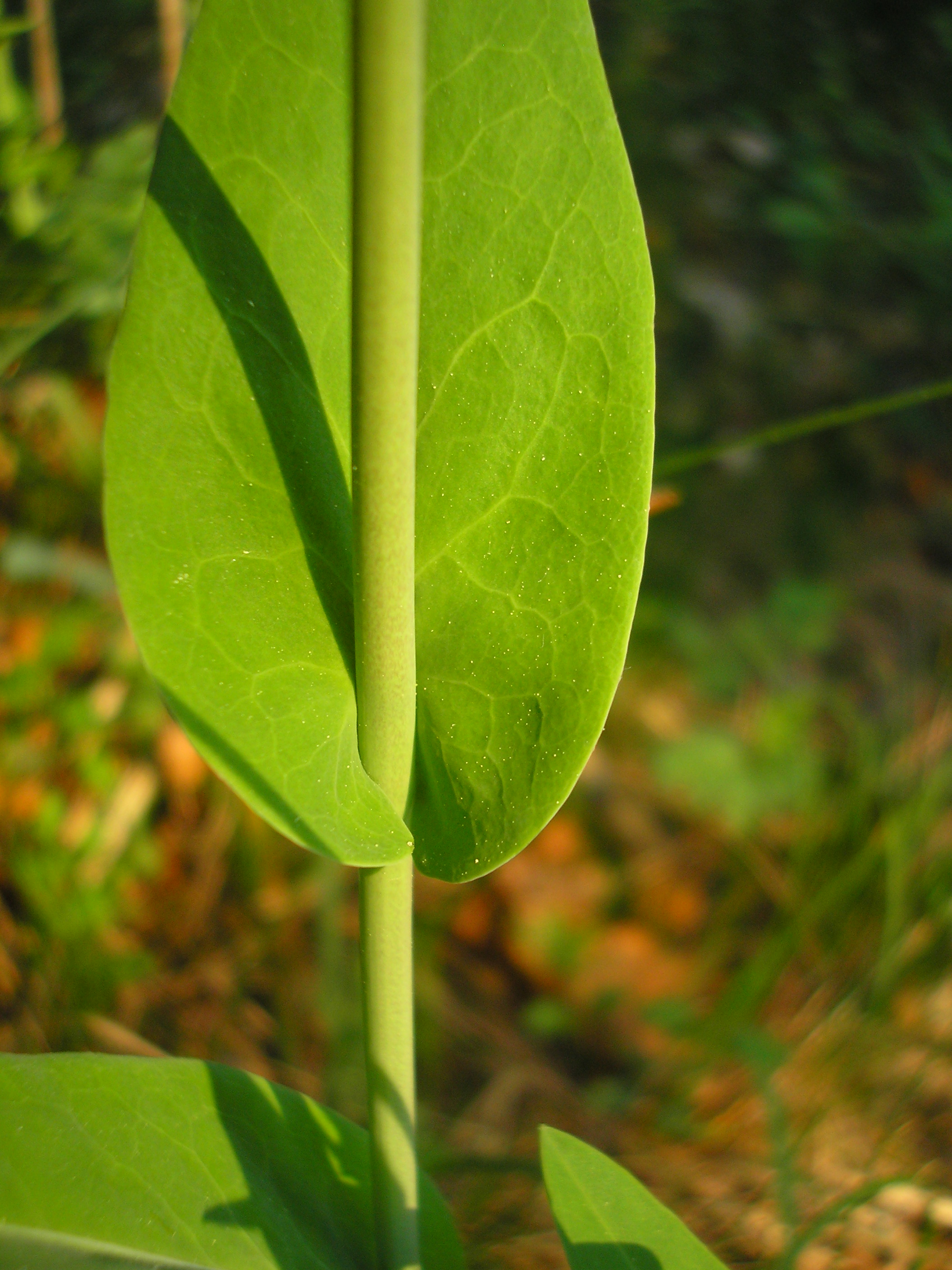
Stängelumfassendes Stängelblatt

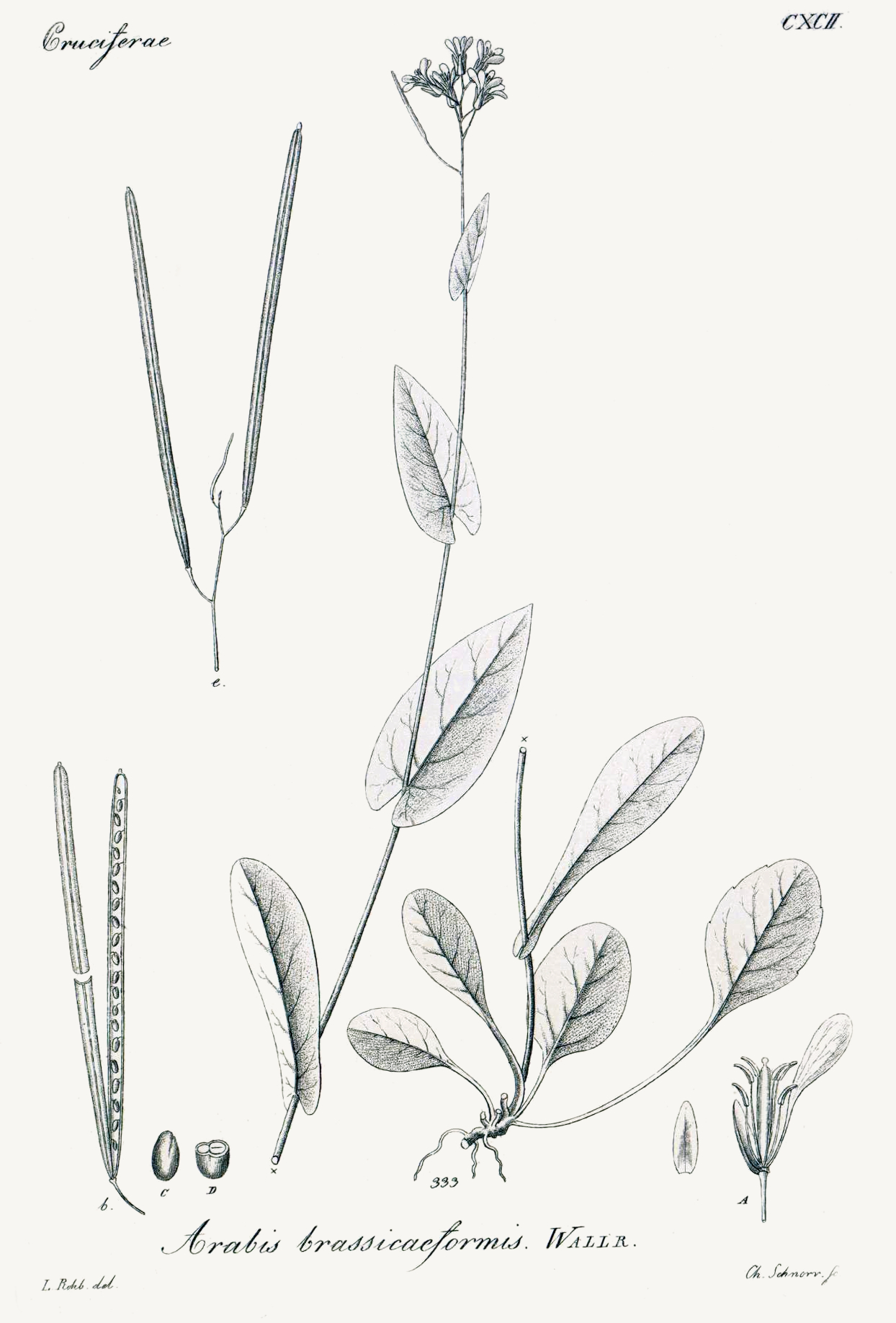
Illustration aus Iconographia botanica seu plantae criticae, Tafel 192, figur 333

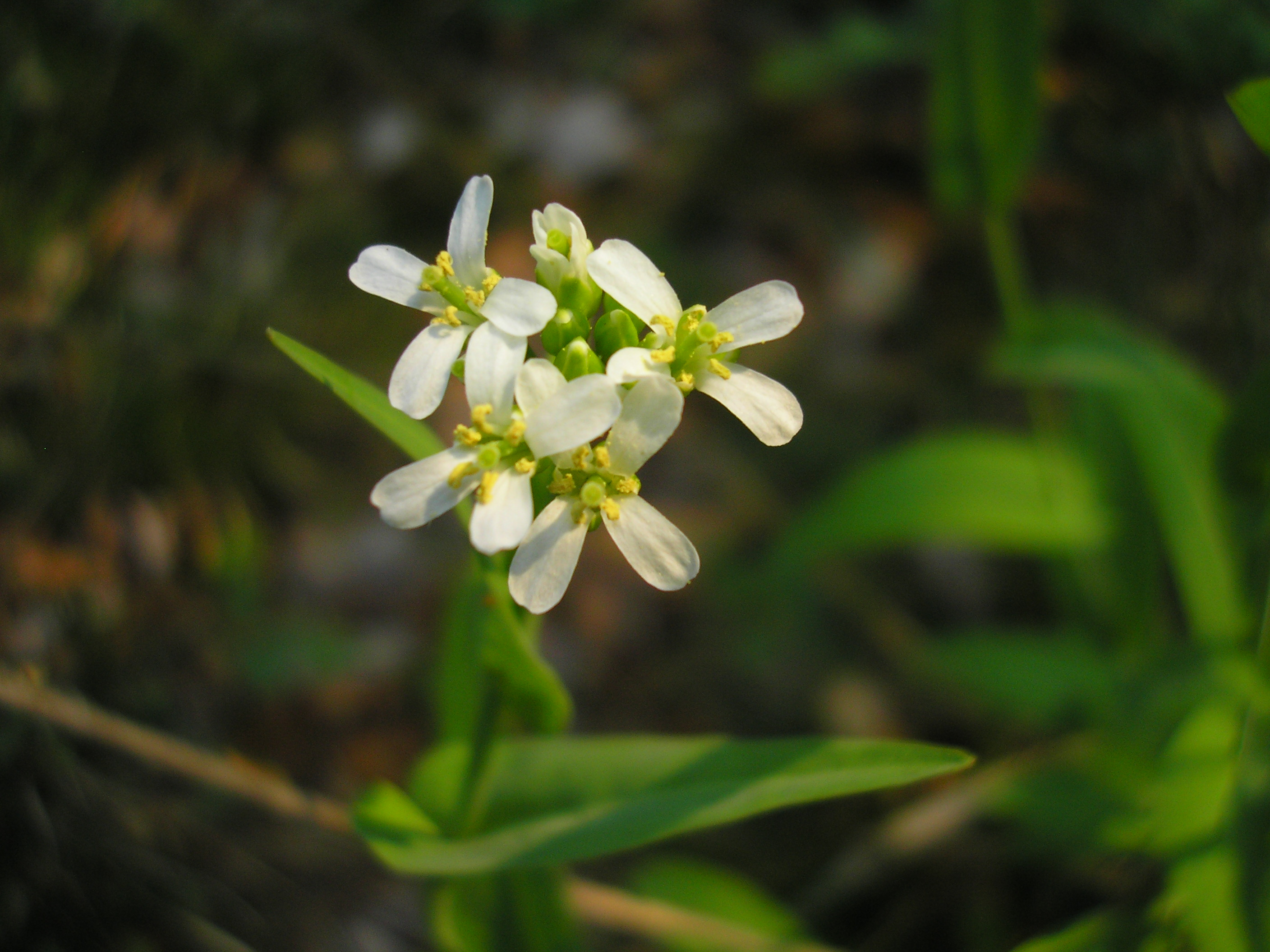
Blütenstand und vierzählige Blüten

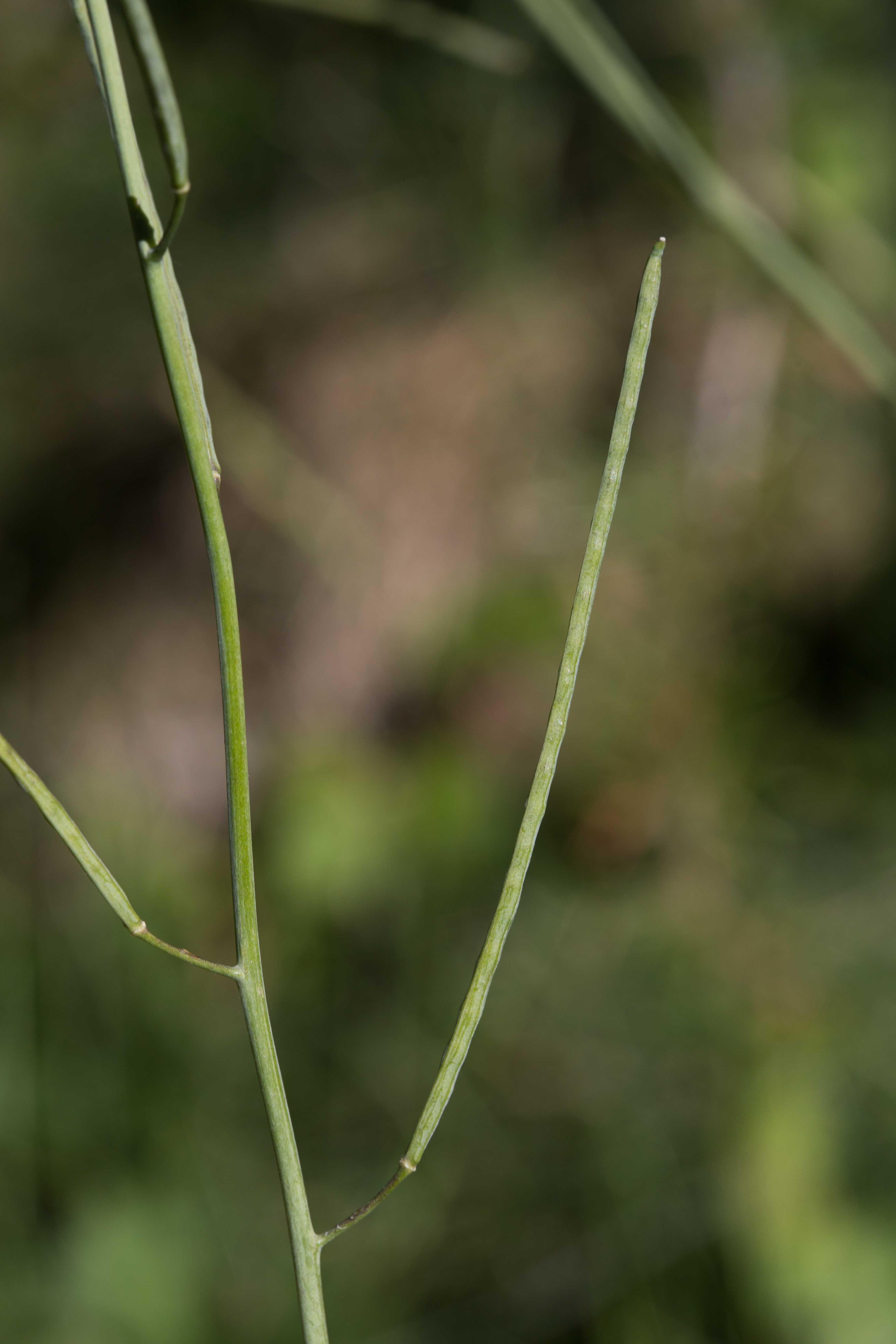
Frucht = Schote

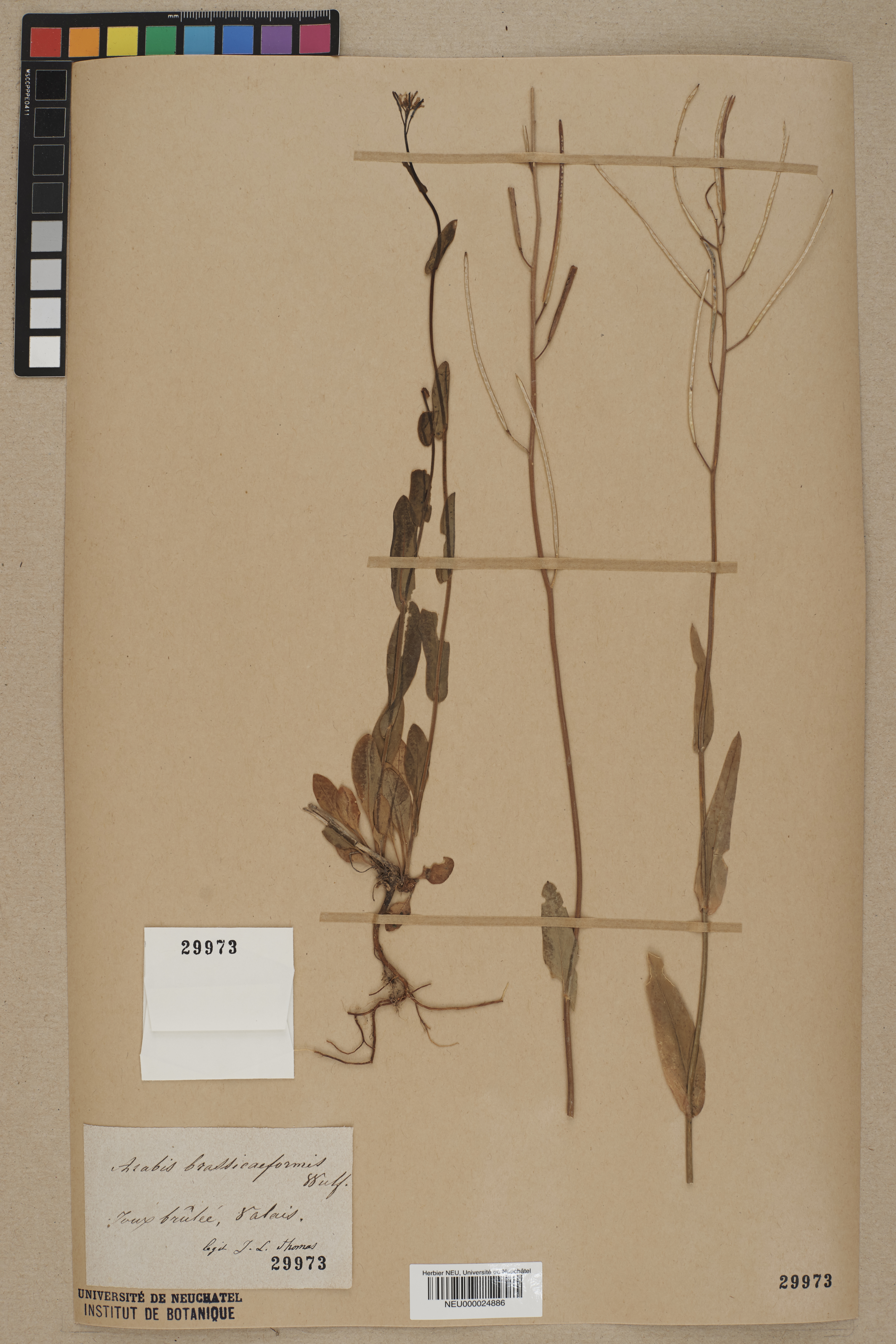
Herbarbeleg

### Vegetative Merkmale
Die Armblütige Gänsekresse ist eine ausdauernde krautige Pflanze und erreicht Wuchshöhen von 30 bis 100 Zentimetern. Sie bildet einen kurzen aufsteigenden „Wurzelstock“ und ist ein- bis mehrstängelig. Die aufrechten, kahlen und blaugrünen Stängel verzweigen sich höchstens im oberen Teil.
Die Laubblätter sind grundständig und wechselständig am Stängel angeordnet. Die Grundblätter sind in Blattstiel und Blattspreite gegliedert. Ihr oft lange Blattstiel ist manchmal etwas bewimpert. Ihre einfache Blattspreite ist eiförmig bis breit-elliptisch und kahl. Die blaugrünen Stängelblätter sind bei einer Länge von 5 bis 14 Zentimetern länglich lanzettlich mit herzförmiger stängelumfassender Basis und ganzrandig.

### Generative Merkmale
Die Blütezeit ist in Mitteleuropa Mai bis Juni. Der traubige Blütenstand ist zunächst dicht und enthält meist 10 bis 20 Blüten; die Blütenstandsachse streckt sich bis zur Fruchtreife, der Fruchtstand ist sehr locker und oft über 30 Zentimeter lang.
Die zwittrigen Blüten sind vierzählig mit doppelter Blütenhülle. Die vier Kelchblätter sind 3 bis 4 Millimeter lang. Die vier Blütenkronblätter sind 5 bis 8 Millimeter lang und weiß.
Die Schoten stehen auf 7 bis 16 Millimeter langen, abstehenden Stielen und sind nach oben etwas abgewinkelt. Die Schoten sind 4 bis 8 Zentimeter lang und 1,5 bis 2 Millimeter breit. Die Fruchtklappen tragen einen deutlichen durchgehenden Mittelnerv und zarte netzartige Seitennerven. Die einreihig stehenden Samen sind etwa 2 Millimeter lang. Der Griffel ist nur etwa 1 Millimeter lang.
Die Chromosomenzahl beträgt 2n = 14.

## Vorkommen
Die Armblütige Gänsekresse ist vom nördlichen Spanien über die Pyrenäen bis in die Westalpen, bis Frankreich einschließlich Korsika, die Schweiz und den Apennin verbreitet; sie kommt im südlichen und zentralen Mitteleuropa mit großen Lücken bis zu den Kleinen Karpaten vor. Sie ist ein submediterranes Florenelement. In den Allgäuer Alpen kommt sie in Tiroler Teil am Heuberg bei Häselgehr in Höhenlagen bis zu 1300 Metern vor.
Die Armblütige Gänsekresse ist wärmeliebend und auch etwas lichtliebend, erträgt aber mäßige Beschattung. Sie gedeiht am besten auf kalkreichen oder kalkarmen, aber basenreichen, mäßig trockenen Böden. Sie wächst vorwiegend in lichten Eichen- und Buchenmischwäldern, in Gebüschen und in Saumgesellschaften. Sie ist überregional eine Art der Flaumeichenwälder (Quercetalia pubescentis).
Die ökologischen Zeigerwerte nach Landolt & al. 2010 sind in der Schweiz: Feuchtezahl F = 2 (mäßig trocken), Lichtzahl L = 3 (halbschattig), Reaktionszahl R = 4 (neutral bis basisch), Temperaturzahl T = 3 (montan), Nährstoffzahl N = 2 (nährstoffarm), Kontinentalitätszahl K = 4 (subkontinental).

## Systematik und botanische Geschichte
Die erste Erwähnung dieser Art erfolgte schon 1577 durch Johann Thal  aus dem Harz. Die wissenschaftliche Erstveröffentlichung erfolgte 1767 unter dem Namen Turritis pauciflora durch Johann Friedrich Carl Grimm in Nova Acta Phys.-Med. Acad. Caes. Leop.-Carol. Nat. Cur. Appendix 3, S. 348 und im gleichen Jahr durch Carl von Linné als Brassica alpina in Mantissa Plantarum, 1, S. 95. Danach beschrieb sie neu Johann Daniel Leers 1775 als Turritis brassica, was von Stephan Rauschert 1975 zu Arabis brassica (Leers) Rauschert umkombiniert wurde. Christian August Friedrich Garcke kombinierte 1858 den Grimmschen Namen zu Arabis pauciflora (Grimm) Garcke um. Erst Werner Greuter und Hervé Maurice Burdet stellten diese Art im Jahr 1984 als Fourraea alpina (L.) Greuter & Burdet in Willdenowia, Band 13, 2, S. 277–288 in eine eigene Gattung Fourraea Greuter & Burdet.
Der Gattungsname Fourraea ehrt den französischen Botaniker Jules Pierre Fourreau (1844–1871).
Fourraea alpina ist die einzige Art der Gattung Fourraea. Sie ist bisher noch in keine Tribus innerhalb der Familie der Kreuzblütler (Brassicaceae) eingeordnet worden.